# Nagyberény
Nagyberény község Somogy vármegyében, a Siófoki járásban. 

## Fekvése
Siófoktól körülbelül 17 kilométerre délkeletre található. Megközelíthető a 65-ös főútról Som után kelet felé letérve, a 6402-es úton, vagy vonattal a Kaposvár–Siófok-vasútvonalon. Siófokról rendszeres autóbuszjárat is közlekedik Nagyberénybe. Vasútja ritkán, lassan közlekedik, fennmaradása is kétséges. Sommal közös megállóhelye (Som-Nagyberény megállóhely) elhanyagolt, fa talpfái felújításra szorulnának.

## Története

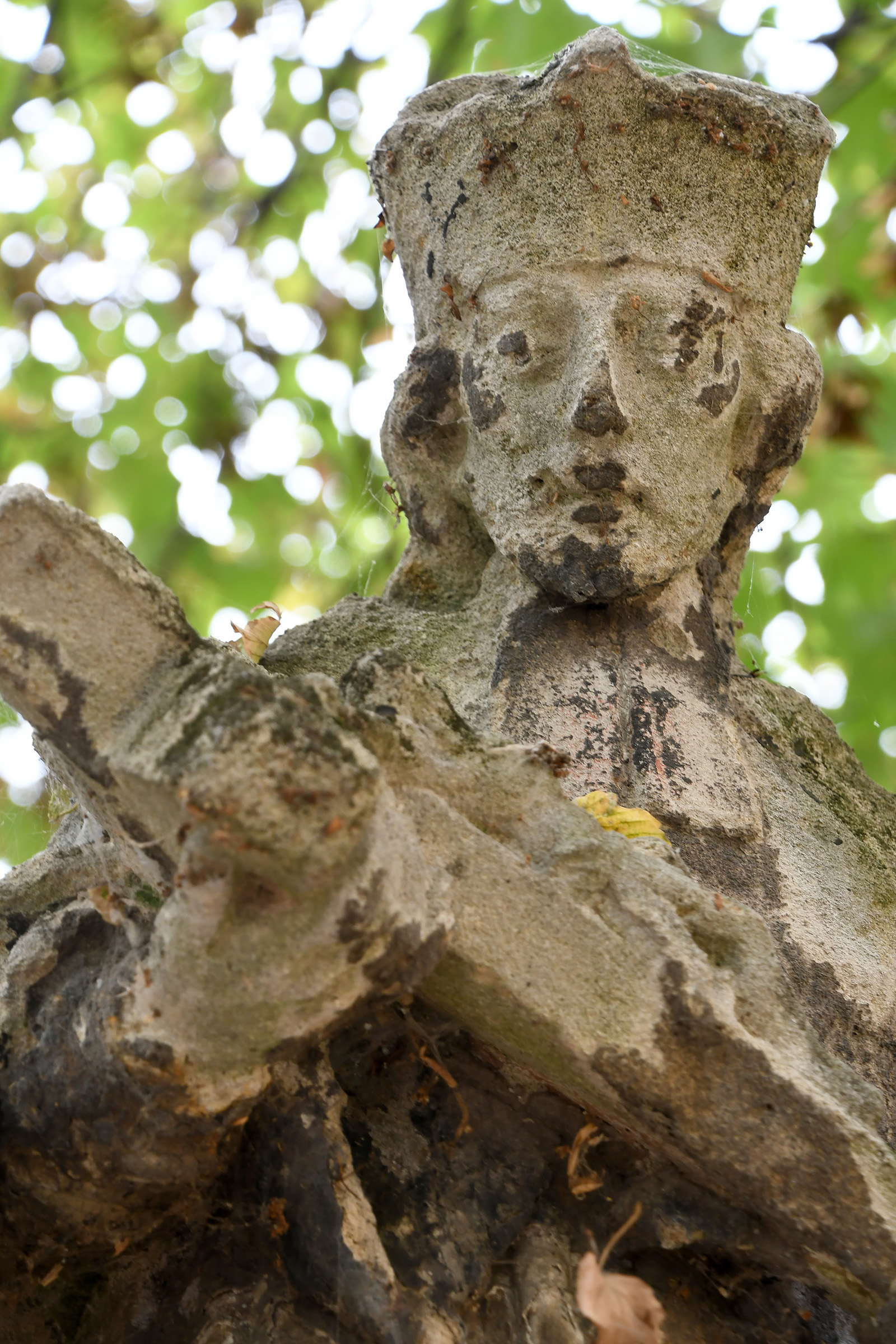
Nepomuki Szent János-szobor

A település neve az ismert írott források közül először a Szent László által a veszprémi püspöknek kiállított megerősítő levelében fordul elő. Szent István Koppány leverése után besenyőkkel rokon, harcos berény törzseket telepített birtokhatárainak védelmére, s eszerint már 998-ban létezett a település.
Az újabb kori építkezések során még régebbi leletek is előkerültek, a használati eszközök és a csontvázak avar és késő római kori jelenlétre utalnak. A község délkeleti részén két földvár maradványaira bukkantak, az úgynevezett Zsidó-dombon és Kerek-hegyen, ez utóbbi a kiterjedt segesdi királynéi birtokhoz tartozott. Nagyberénynek már 1232-ben Szent György tiszteletére emelt egyháza volt, ahová 1400-ban IX. Bonifác pápa három esztendőre száznapos búcsút engedélyezett. A tatárjárás után fejlett szőlőművelési tapasztalattal rendelkező telepesek érkeztek.
A török megszállás idején Nagyberény a simontornyai szandzsákhoz tartozott, a községben török őrség állomásozott. Az 1571-72-es török kincstári adólajstromban még 32 adózó házzal szerepelt, később azonban csökkent a lakossága. A Dzsindzsa elnevezésű terület (a jelenlegi focipálya környéke), amely fennmaradt a köztudatban is, a török huzamosabb ittlétére utal, akárcsak a Kisberényhez közel eső mai Karahoma-dülő is.
1715-ben mindössze 11 háztartást írtak össze. A hódoltság idején alapított nagyberényi református egyház a somogyi szeniorátushoz tartozott, de a vallás üldözése során a templomot lebontatták. A református egyház 1801-ben alakult ujjá, a török időkben tönkrement katolikus templomot pedig 1769-ben építették fel. A 18. Század végére 1084 lett lakóinak száma, s ezzel ismét a nagyobb településekhez tartozott. A község legelői és erdői különösen alkalmasak voltak az állattartásra, a veszprémi püspökség és a káptalan birtokain az 1800-as évek elején hatalmas birkanyájakkal árasztották el a legelőket, kiszorítva onnan a jobbágyok juhait. Az esetből hosszadalmas per lett, amely csak 1844-ben zárult le. A jobbágyfelszabadítás idején 41 zsellér kapott telket, de továbbra is sokan maradtak föld nélkül. 1890-ben már csaknem 1400 lakója volt a falunak, kilenc évvel később megépült a Szent Keresztről elnevezett irgalmas nővérek kolostora és leányiskolája, majd újjáépítették a katolikus parókiát is, amely egy korábbi tűzvész martaléka lett.
A huszadik század első békés éveiben folyamatosan gyarapodott a település, az első világháború idején a lélekszám meghaladta az 1600 főt. A harcokban 185 nagyberényi férfi vett részt, közülük 37-en estek el.

### Bortermelés
A berényi borok távoli vidékekre is eljutottak: a veszprémi püspök például Budán is mérette a Somogyból származó tizedborait. Fontos bevételt jelentettek a 13. század végén a berényi boradók. Jelentős birtokkal rendelkeztek a János-lovagok, valamint a királyné kulcsárai és pincemesterei. A berényi szőlőtermő uradalom jól megközelíthető helyen feküdt. Zsigmond király 1404-ben hetivásár tartására adott engedélyt a településnek, amely e korban már mezővárosi jelleget öltött. Később a hospesek egy része-a jobb szőlőművelési feltételek reményében Szegedre vándorolt.

## Közélete

### Polgármesterei
- 1990–1994: Bolevácz József (független)[3]
- 1994–1998: Sereg József (FMDP)[4]
- 1998–2002: Szentpéteri László (független)[5]
- 2002–2006: Szentpéteri László (független)[6]
- 2006–2010: Szentpéteri László (független)[7]
- 2010–2014: Tóth András Károly (független)[8]
- 2014–2019: Tóth András Károly (Fidesz-KDNP)[9]
- 2019–2024: Tóth András Károly (Fidesz-KDNP)[10]
- 2024– : Tóth András Károly (Fidesz)[1]

A településen 1996. április 14-én időközi polgármester-választás zajlott.

## Népesség
A település népességének változása:
| Lakosok száma | 1330 | 1320 | 1305 | 1260 | 1315 | 1285 | 1284 |
|               | 2013 | 2014 | 2015 | 2021 | 2022 | 2023 | 2024 |

A 2011-es népszámlálás során a lakosok 75,4%-a magyarnak, 3,4% cigánynak, 1,8% németnek, 0,2% görögnek, 0,2% románnak, 0,2% ukránnak mondta magát (24% nem nyilatkozott; a kettős identitások miatt a végösszeg nagyobb lehet 100%-nál). A vallási megoszlás a következő volt: római katolikus 53,8%, református 8,6%, evangélikus 0,8%, görögkatolikus 0,5%, felekezet nélküli 7% (27,6% nem nyilatkozott).
2022-ben a lakosság 89,6%-a vallotta magát magyarnak, 1,3% németnek, 2,7% cigánynak, 0,2% lengyelnek, 0,1% görögnek, 0,1% szlováknak, 1,7% egyéb, nem hazai nemzetiségűnek (9,5% nem nyilatkozott; a kettős identitások miatt a végösszeg nagyobb lehet 100%-nál). Vallásuk szerint 30,6% volt római katolikus, 6% református, 1,1% evangélikus, 0,2% görög katolikus, 0,8% egyéb keresztény, 0,5% egyéb katolikus, 11,3% felekezeten kívüli (49,2% nem válaszolt).

## Híres szülöttek

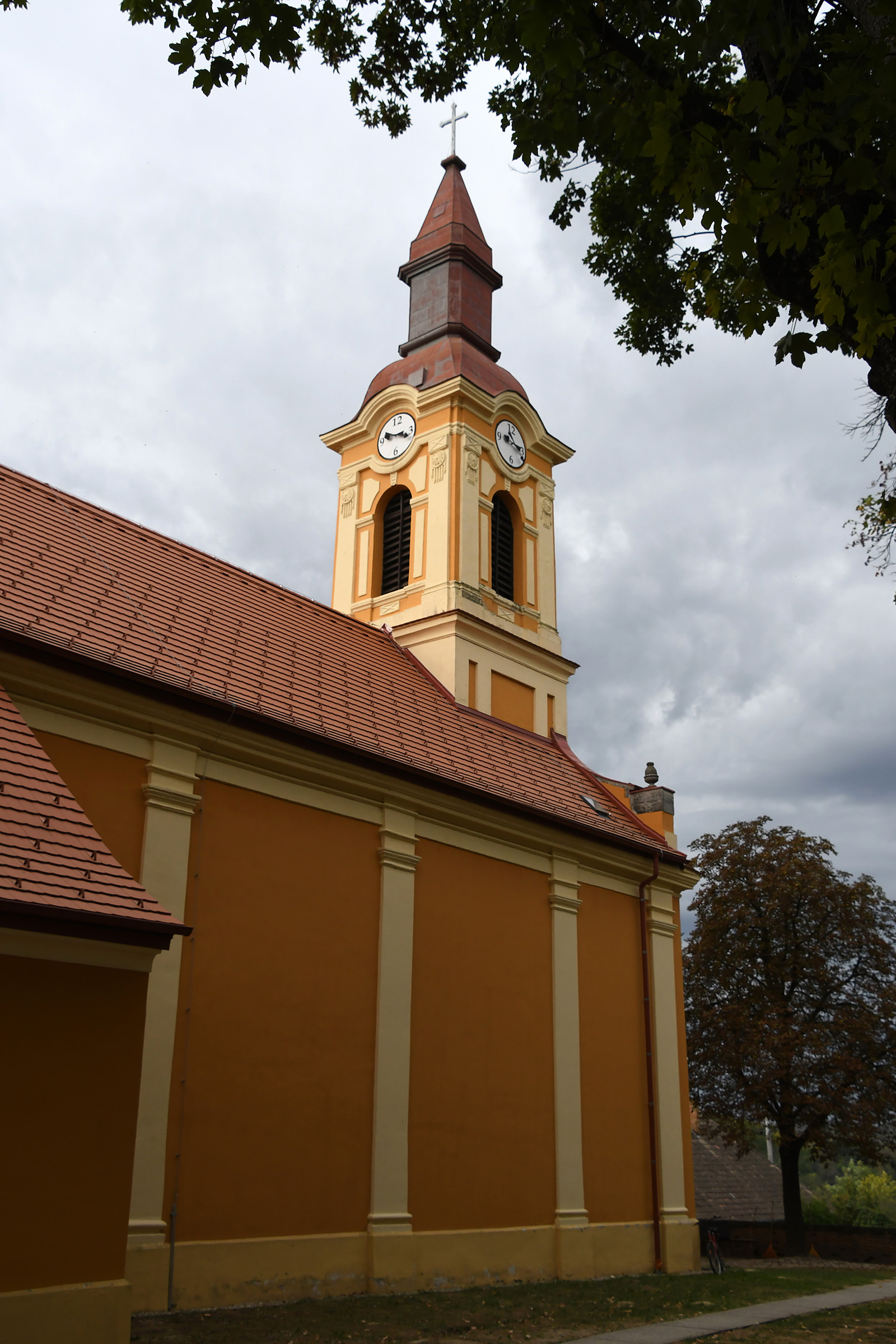
A katolikus templom

- Gárdos Mária (Gárdos Mariska) (1885–1973), aki a hazai szocialista nőmozgalom egyik fontos alakja volt.
- Dr. Faust Miklós (Nagyberény, 1927. december 25. – Maryland, 1998. június 6.), aki Amerikában magyarnak maradva lett világhírű gyümölcsfiziológus; hosszú ideig a Fruit Laboratory vezetője volt Beltsville-ben.

## Nevezetességek, pihenési, kikapcsolódási lehetőség
- I–II világháborús hősi emlékmű található a katolikus templom mellett.
- A falunak saját termálvízzel működő panziója van. Az értékes vizet Siófokon is használják a termálfürdőben.
- A falu központjához közel 2010 nyarától, a patak vizét felduzzasztva, 1,5 hektáros területen mesterséges halastó üzemel.
- A falunak több szőlőhegye van, itt kitűnő borai. A hegyek tetejéről elláthatunk a Balaton keleti medencéjéig.
- A falu délkeleti határán túl, az úgynevezett Zsidó-hegy lábánál modern sportcélú lőtér üzemel.
- A környék igen gazdag apró és nagyobb vadakban is. Erdeiben őzek, vaddisznók, szarvasok egyaránt megtalálhatók.

## További információk

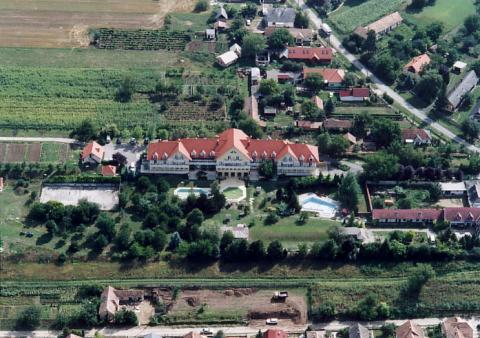
Nagyberény, a panzió légifotója